# Cal Sabater (Vinyols i els Arcs)
Cal Sabater és una obra de Vinyols i els Arcs (Baix Camp) protegida com a Bé Cultural d'Interès Local.

## Descripció
Gran casa amb ràfec de volada, sota el qual hi ha les golfes, amb una filera d'obertures d'arc de mig punt. Planta baixa i dos pisos més les golfes. Obra de paredat amb pedres i rajoles de maons. Les finestres del segon pis han estat refetes. Arc rodó dovellat de tipus renaixentista popular. Té una altra porta, petita, amb el núm. 4 del carrer (el 2 és la Casa de la Vila).

## Història
Casa bastida l'any 1715, segons consta en la dovella central, sota una creu. Forma conjunt amb Cal Cabrer i la Casa de la Vila.